# Catch .44
Catch .44 (v anglickém originále Catch .44) je americký akční film z roku 2011. Režisérem filmu je Aaron Harvey. Hlavní role ve filmu ztvárnili Malin Åkerman, Nikki Reed, Deborah Ann Woll, Forest Whitaker a Bruce Willis.

## Obsazení
| Malin Åkerman    | Tes     |
| Nikki Reed       | Kara    |
| Deborah Ann Woll | Dawn    |
| Forest Whitaker  | Ronny   |
| Bruce Willis     | Mel     |
| Shea Whigham     | Billy   |
| Jimmy Lee Jr.    | Jesse   |
| Brad Dourif      | Connors |